# Ларс-Ерік Ларссон
Ларс—Ерік Вільнер Ларссон (швед. Lars-Erik Vilner Larsson; 15 травня 1908, Окарп, лен Мальмегус (сьогодні лен Сконе) — пом. 27 грудня 1986, Гельсінгборг) — шведський композитор.  

## Біографія
У 1924 році склав іспит на органіста. У 1925—1929 рр. навчався в Королівській музичній консерваторії в Стокгольмі у Е. Ельберга (композиція) і О. Моралеса (диригування). У 1930—1931 рр. навчався в Відні у А. Берга і в Лейпцигу в Ф. Ройтера. 
З 1931 р. — хормейстер в Королівській опері в Стокгольмі; в 1933—1937 рр. — музичний критик в Лундському щоденнику. У 1947—1959 рр. — професор композиції Королівської вищої музичної школи в Стокгольмі. У 1961—1965 рр. — директор музики Уппсальського університету. Чимало прем'єр творів Ларсонна відбулось під диригуванням Тура Манна. 
У 1937—1954 рр. часто диригував на Шведському радіо. 

## Творчість
Композиторський стиль Л.—Е. Ларссона еклектичний — від пізньої романтики до додекафонії Шенберга, водночас відрізняється чіткістю форм і яскравістю гармонії. 
Автор опер, оркестрової, камерної та інструментальної музики. Відомий також роботами для радіо, театру і кіно. 

### Вибрані твори
Опери
- Принцеса Кіпру (швед. Prinsessan av Cypern), тв. 9 (1930—1936) — в 4—х діях; лібрето З. Топеліуса за мотивами Калевали; перше виконання 29 квітня 1937 року в Королівській опері в Стокгольмі, диригент Герберт Сандберг

- В'язниця на Бохусі (швед. Arresten på Bohus), опера—буф (1938—1968), текст А. Хенріксон

Балет
- Лінден (швед. Linden; 1958); перше виконання 30 квітня 1958 в Королівській опері

Для оркестру
- Симфонія № 1 ре мажор, тв. 2 (1927—1928); перше виконання 27 квітня 1929 студентським оркестром Королівської музичної консерваторії в Стокгольмі, диригував автор

- Симфонічний етюд, тв. 5 (1930); прем'єра 6 лютого 1944, оркестр Шведського радіо Радіо, диригент Т. Манн

- Симфонія № 2, тв. 17 (1936—1937); перше виконання 24 листопада 1937 року в Стокгольмському Концертному залі, диригував автор

- Ostinato, з Симфонії № 2, тв. 17 (1936—1937); перше виконання 1 квітня 1939 року на ISCM—фестивалі в Варшаві

- Симфонія № 3, тв. 34 (1944—1945); перше виконання 10 лютого 1946 залі Стокгольмського Концертного суспільства, диригент Т. Манн

- Концертна увертюра № 1, тв. 4 (1929); прем'єра 7 березня 1934 року в Евлі, Евлеборгский оркестр, диригував автор

- Концертна увертюра № 2, тв. 13 (1934); прем'єра 27 грудня 1935 року в Гетеборзі, Гетеборзького оркестр, диригент Т. Манн

- Музика для оркестру (1949); прем'єра 12 січня 1950 на концерті до 25—річчя симфонічного оркестру Мальме, диригент С. Аксельсон

- Святкова музика для оркестру, тв. 22 (1939); перше виконання 6 липня 1939 року на радіо Швеції, диригент Т. Манн

- Дивертисменти для малого оркестру, тв. 15 (1935); прем'єра 18 жовтня 1936 року в Гетеборзі, Гетеборзького оркестр, диригент Т. Манн

- Музика для оркестру, тв. 40 (1949)

- Три оркестрові п'єси, тв. 49 (1960); прем'єра 26 січня 1962 на радіо Швеції, Стокгольмський філармонічний оркестр, диригент С. Ерлінг

- Intrada (1961)

- Оркестрові варіації, тв. 50 (1962); перше виконання 3 березня 1963 на шведському радіо, диригент С. Ерлінг

- Due auguri, тв. 62 (1971); прем'єра 7 вересня 1971, оркестр Шведського радіо, диригент С. Вестерберг

- Barococo, сюїта для оркестру, тв. 64 (1973); прем'єра 13 жовтня 1974 Роо, Хельсінгборг, диригент Уго Андерссон

- Musica permutatio, тв. 66 (1980); прем'єра 27 лютого 1982 Бервальд—холі, симфонічний оркестр шведського радіо, диригент Йоран Нільсон

Для камерного оркестру
- Пасторальна сюїта, тв. 19 (1938); перше виконання 23 травня 1939 року на Шведському радіо

- Лірична фантазія, тв. 54 (1967); перше виконання 10 листопада 1967 симфонічний оркестр Шведського радіо, диригент С. Вестерберг

Для струнного оркестру
- Симфонієта, тв. 10 (1932); прем'єра 14 грудня 1932 року в Гетеборзі, Гетеборзького оркестр, диригент Т. Манн

- Мала серенада, тв. 12 (1934); прем'єра 7 березня 1934 року в Евлі, Евлеборгскій оркестр, диригував автор

- Дві п'єси № 1, Анданте; прем'єра 12 листопада 1944 на шведському радіо, диригував автор

- Адажіо, тв. 48 (1960); прем'єра 3 листопада 1961 на Шведського радіо, Гетеборзького оркестр, диригент С. Екерберг

- Серенада для віолончелі соло, 2—х скрипок та струнного оркестру (1936)

- Пастораль для флейти, кларнета, арфи і невеликий струнного оркестру (1937)

- Сюїта Густава для флейти, клавесина і струнного оркестру, тв. 28 (1943—1944); перше виконання 9 грудня 1944 на шведському радіо, камерний оркестр Шведського радіо, диригував автор

- "Шведська країна", лірична сюїта для малого струнного оркестру, тв. 27 (1941)

Концерти
- Концерт для віолончелі з оркестром, тв. 37 (1947); перше виконання 29 квітня 1948 року на шведському радіо, Гуннар Норбі, диригент Т. Манн

- Концерт для скрипки з оркестром, тв. 42 (1952); прем'єра 11 січня 1953 до шведському радіо, Андре Гертлер, диригент С. Фрікберг

- Концерт для саксофона і струнного оркестру, тв. 42 (1934); присвячений С. Рашеру; перше виконання 27 листопада 1934 року в Норрчепінг, С. Рашер, диригент T. Беннер

- Дванадцять концертіно для різних сольних інструментів і струнного оркестру, тв. 45, № 1—12 (1955—1957)

- № 1 для флейти (1955); прем'єра 27 жовтня 1957 року на шведському радіо, К. Ашац і оркестр радіо Норрчепінг, диригент Г. Блумстедт

- № 2 для гобоя (1955)

- № 3 для кларнета (1957); прем'єра 23 листопада 1957 року на шведському радіо, Т. Янсон і Симфонічний оркестр Шведського радіо, диригент Г. Блумстедт

- № 4 для фагота (1955); прем'єра 10 грудня 1957 року на шведському радіо, Tore Rönnerbäck і оркестр радіо Гетеборга, диригент Г. Штерн

- № 5 для валторни (1955); прем'єра 24 січня 1958 Мальме, В. Ланцкі—Отто, оркестр радіо Мальме, диригент С. Аксельсон

- № 6 для труби (1957); перше виконання 2 лютого 1958 року в Стокгольмі, Göran Åkerstedt, диригент С.—Е. Бек

- № 7 для тромбона (1955); прем'єра 16 лютого 1958 року в Хельсінгборг, Sven E. Svensson і Хельсінгборгскій симфонічний оркестр, диригент Х. фон Ейхвальд

- № 8 для скрипки (1956); прем'єра 13 березня 1958 року в Гетеборзі, Л. Берлін  і оркестр Гетеборзького радіо, диригент С. Екерберг

- № 9 для альта (1957); прем'єра 1 березня 1958 року на шведському радіо, B. Appelbom і Симфонічний оркестр Шведського радіо, диригент Т. Манн

- № 10 для віолончелі (1956); перше виконання 7 квітня 1958 Інгезунде (Арвіка), Г. Веккі, диригент Н. Валлін [sv]

- № 11 для контрабаса (1957); перше виконання 25 квітня 1958 Стокгольмі, Торстен Шегрен, диригент С. Петтерссон

- № 12 для фортепіано (1957); прем'єра 18 травня 1958 року на шведському радіо, К. ЛАРЕТ і Симфонічний оркестр Шведського радіо, диригент Г. Блумстедт

Для струнного квартету
- Інтимні мініатюри, тв. 20 (1938); перше виконання 25 жовтня 1940 року в суспільстві експериментальної музики Fylkingen в Стокгольмі

- П'ять ескізів (1956)

- Струнний квартет № 1, тв. 31 (1944); перше виконання 21 листопада 1944 на шведському радіо, Сконе—квартет

- Quartetto alla serenata, тв. 44 (1955); перше виконання 10 червня 1955 на Стокгольмському фестивалі, квартет Кіндель

- Струнний квартет № 3, тв. 65 (1975); перше виконання 24 квітня 1976 Стокгольмі, квартет Saulesco

Для фортепіано
- Літні вечори (швед. Linden; 1926) — 6 п'єс

- Три поеми (1926)

- Дві гуморески (1926)

- 10 двочастних п'єс (1932) — перше додекафонія твір у шведській музиці

- Сонатина № 1, та. 16 (1936); перше виконання 12 квітня 1937 року в Стокгольмі — Максим Шур.

- швед. Croquiser, тв. 38 (1946—1947) — 6 п'єс

- Сонатина № 2, тв. 39 (1947)

- Сонатини, тв. 41 (1950)

- Дванадцять малих п'єс, тв. 47 (1960)

- Сім маленьких фуг і прелюдій в старому стилі, тв. 58 (1969)

- П'єси, тв. 56 (1969)

- П'ять п'єс, тв. 57 (1969)

## Пам'ять
Ім'я Л.—Е. Ларссона має 
- гімназія в Лунді [7]
- один з поїздів регіонального сполучення лена Сконі .